# Gabriele Weingartner
Gabriele Weingartner (* 2. Dezember 1948 in Edenkoben) ist eine deutsche Journalistin und Autorin, die vorzugsweise Erzählungen, Romane und Essays schreibt. Sie lebt, nach zwei Jahrzehnten im südpfälzischen St. Martin, seit November 2008 in Berlin.

## Ausbildung und Beruf
Ihre Schulzeit verbrachte Weingartner in Internaten, u. a. im Kloster Frauenchiemsee und im schweizerischen St. Moritz, bis sie ihr Abitur am Käthe-Kollwitz-Gymnasium in Neustadt an der Weinstraße ablegte. Danach studierte Weingartner Germanistik und Geschichte in Berlin und Cambridge (Massachusetts).
Weingartner ist als freie Kulturjournalistin und Literaturkritikerin tätig. Sie ist Mitglied des PEN-Zentrums Deutschland und Mitgründerin des PEN Berlin.
Nach zahlreichen literarischen Veröffentlichungen in Anthologien erschien 1996 ihr erster Roman (Der Schneewittchensarg), 2000 ihr zweiter (Bleiweiß) und 2006 ihr dritter (Fräulein Schnitzler). 2010 ist der Roman Tanzstraße erschienen.
In einem weiteren Buch (2004) stellte sie zusammen mit ihrem Lebensgefährten, dem Künstler Volker Heinle, neunzehn Autoren aus Rheinland-Pfalz in Form von Homestories vor.
Weingartner ist Mitglied im PEN Berlin.

## Werke

### Einzelveröffentlichungen
- Der Schneewittchensarg, Roman, illustriert von Volker Heinle. Gollenstein, Blieskastel 1996, ISBN 3-930008-31-9.
- Frau Cassirers Brust, Erzählungen. Sternvogel, Berlin 1999.
- Bleiweiß, Roman. C. H. Beck, München 2000, ISBN 3-406-46606-0.
- Die Leute aus Brody, Erzählungen. Reihe Edition Künstlerhaus, Verlag Das Wunderhorn, Heidelberg 2005, ISBN 3-88423-239-8.
- Fräulein Schnitzler, Roman. Haymon Verlag, Innsbruck 2006, ISBN 3-85218-499-1.
- Tanzstraße, Roman. Limbus, Innsbruck 2010, ISBN 978-3-902534-32-3.
- Villa Klestiel, Roman. Limbus, Innsbruck 2011, ISBN 3-902534-50-8.
- Die Hunde im Souterrain, Roman. Limbus, Innsbruck 2014, ISBN 978-3-99039-020-7.
- Leon Saint Clairs zeitlose Unruhe, Roman. Limbus, Innsbruck 2019. ISBN 978-3-99039-155-6.
- Léon Saint Clairs Abschied von der Unendlichkeit, Roman. Limbus, Innsbruck 2022. ISBN 978-3-99039-223-2.

### Herausgeberschaften
- Fremd in unserer Mitte, Rheinland-pfälzisches Jahrbuch für Literatur 1, Hg. G. W., mit Michael Bauer und Sigfrid Gauch. Brandes & Apsel, Frankfurt 1994, ISBN 3-86088-437-9
- Unterwegs, Rheinland-pfälzisches Jahrbuch für Literatur 4, Hg. G. W., mit Sigfrid Gauch und Josef Zierden. Brandes & Apsel, Frankfurt 1997, ISBN 3-86099-459-X
- Schreibtisch. Leben. Literarische Momentaufnahmen, Hg. G. W. und Volker Heinle. Brandes & Apsel, Frankfurt 2004, ISBN 3-86099-504-9

### Rezensionen
- Die Melancholie des Dichters. Auf den Spuren der Dichtung von Paul Celan, zu Jean Firges: Schwarze Sonne Schwermut. Die Melancholie als kreative und destruktive Kraft in Leben und Dichtung Paul Celans, in Die Rheinpfalz, 5. Mai 2012

## Auszeichnungen
- 1991: Limburg-Literaturpreis der Stadt Bad Dürkheim, 2. Rang
- 1993: Amsterdam-Stipendium des Landes Rheinland-Pfalz
- 1996: Martha-Saalfeld-Förderpreis des Landes Rheinland-Pfalz
- 1998: 1. Stipendium im Künstlerhaus Schloss Wiepersdorf
- 2000: Gerty-Spies-Literaturpreis der Landeszentrale für politische Bildung Rheinland-Pfalz
- 2000: Sonderpreis zum Buch des Jahres des Förderkreises deutscher Schriftsteller in Rheinland-Pfalz
- 2001: 2. Stipendium im Künstlerhaus Schloss Wiepersdorf
- 2005: Preis Buch des Jahres des Förderkreises deutscher Schriftsteller in Rheinland-Pfalz
- 2008: Hermann-Sinsheimer-Plakette der Stadt Freinsheim
- 2010: Burgund-Stipendium des Landes Rheinland-Pfalz
- 2013: Nominierung für den Alfred-Döblin-Preis
- 2023: Pfalzpreis für Literatur